# Karel Forejt
Karel Forejt (* 18. února 1966 Kutná Hora) je československý basketbalista, ligový hráč a poté trenér.
V československé basketbalové lize 3 sezóny hrál za RH Pardubice a 5 sezón za tým Sparta Praha, s nímž získal tři stříbrné medaile za druhá místa v československé lize v letech 1989 až 1991. Celkem odehrál 8 ročníků ligy a zaznamenal v nich 1855 bodů. 
Za Spartu Praha hrál ještě 3 sezóny v České basketbalové lize (1993-1995) a získal stříbrnou medaili za druhé místo (1993) a bronzovou medaili za třetí místo (1994). V dalších sezónách byl hráčem týmů Sokol Vyšehrad (1995-1997), RH Pardubice (1997-1999), BK Nymburk (1999-2001). V České basketbalové lize odehrál celkem 9 ročníků ligy.
V československé a české basketbalové lize hrál celkem 16 sezón (1985-93, 1993-2001), hráčskou ligovou kariéru ukončil ve 35 letech.
S týmem Sparta Praha se jako hráč zúčastnil FIBA Poháru vítězů národních pohárů 1992 (vyřazeni ve 2. kole řeckým Panionios Atheny rozdílem 14 bodů ve skóre) a pěti ročníků FIBA Poháru Korač 1990 – vyřazeni rozdílem 2 bodů ve skóre švýcarským Bellinzona Basket (88-83, 73-80), 1991 – vyřazeni rozdílem 5 bodů ve skóre řeckým Panathinaikos Atheny (64-72, 75-72), 1993 – vyřazeni řeckým AEK Atheny (82-91, 80-95), 1994 – vyřazeni tureckým Fenerbahce Istanbul (96-87, 56-95), když na utkání v Istanbulu bylo 13 tisíc diváků. 1995 – vyřazeni rozdílem 8 bodů ve skóre belgickým Okapi BBC Aalst (75-91, 68-60). Za Spartu Praha odehrál 6 ročníků Evropských klubových pohárů a ve 14 zápasech zaznamenal celkem 106 bodů.
Za reprezentační družstvo Československa v roce 1990 hrál 1 utkání.
Po skončení hráčské kariéry byl asistentem trenéra Predraga Benačka v ligovém týmu BK GA Nymburk, po jehož odvolání byl trenérem ligového družstva (2002-2003). Další tři sezóny byl asistetem trenéra Michala Ježdíka u týmu ČEZ Basketball Nymburk (2003-2006), se kterým získal tři tituly mistra České republiky a s týmem startoval v Evropských klubových pohárech FIBA. Dále byl trenérem ligových klubů BK Sadská (2006-2008), Karma Basket Poděbrady (nedokončená sezóna 2008/09) a BK Lions Jindřichův Hradec – 3 sezóny (2009-2012) v české 1. lize mužů a od sezóny 2012/13 v české národní basketbalové lize (NBL).

## Hráčská kariéra

### Kluby
- Československá basketbalová liga
  - 1988-1988 RH Pardubice – 4. místo (1986), 5. místo (1988), 10. místo (1987)
  - 1988-1993 Sparta Praha – 3x 2. místo (1989, 1990, 1991), 5. místo (1992), 8. místo (1993)
- Česká basketbalová liga
  - 1993-1998 Sparta Praha – 2. místo (1993), 3. místo (1994), 5. místo (1995)
  - 1995-1997 Sokol Vyšehrad – 6. místo (1996), 12. místo 1997
  - 1997-1999 Ostacolor BK Pardubice – 2x 11. místo (1998, 1999)
  - 1999-2001 BK Nymburk – 10. místo (2001)

- Československá a česká basketbalová liga celkem 16 sezón (1985-2001) bodů a 5 medailových umístění – s týmem Sparta Praha – 4x vicemistr republiky (1989, 1990, 1991, 1993), 1x3. místo (1994)

Evropské basketbalové poháry klubů (hráč Sparta Praha)
- FIBA Pohár vítězů národních pohárů – ročník 1992 Sparta Praha – Panionios Athény 87-81, 84-103, Michal Ježdík 2 zápasy, 23 bodů
- FIBA Pohár Korač – účast v 5 ročnících soutěže – 1990, 1991 – Sparta vyřazena Panathinaikos Athény rozdílem pouhých 5 bodů ve skóre ze 2 zápasů (64-72, 75-72), 1993 (Sparta doma porazila Fenerbahce Istanbul 96-87), 1994, 1995
- za tým Sparta Praha v Evropských pohárech FIBA zaznamenal celkem 106 bodů ve 14 zápasech

### Československo a Česká republika
- Za reprezentační družstvo Československa 1 zápas v roce 1990

## Trenér klubů
- 2002-2006 BK ECM / ČEZ Basketball Nymburk
  - 2002-2003 – asistent trenéra Predraga Benačka, po jeho odvolání hlavní trenér
  - 2003-2006 – asistent trenéra Michala Ježdíka, NBL muži, 3x mistři České republiky (2004, 2005, 2006)
- 2006-2008 – BK Sadská – 9. místo (2008), 11. místo (2007)
- 2008-2009 – Karma Basket Poděbrady (nedokončená sezóna 2008/09)
- 2009-2012 – BK Lions Jindřichův Hradec – 3 sezóny v české 1. lize mužů
- od 2012/13 BK Lions Jindřichův Hradec – v české národní basketbalové lize 10. místo (2014), 13. místo (2013)

Evropské basketbalové poháry klubů (asistent trenéra BK ECM / ČEZ Basketball Nymburk)
- FIBA Europe league
  - 2003-04 14 zápasů (6-8) – 5. místo ve skupině D
  - 2004-05 14 zápasů (7-7) – 4. ve skupině A (7-5), osmifinále: BK Dynamo St.Peterburg, Rusko (86-90, 93-101)
- FIBA EuroCup
  - 2005-06 12 zápasů (6-6): 1. kolo: 2. ve skupině D (4-2), 2. kolo: 4. ve skupině I (2-4) – Fenerbahce SK Istanbul, Turecko (88-72, 84-92), BK Dynamo St.Peterburg, Rusko (68-85, 63-76), BK Kyjev, Ukrajina (87-84, 87-96)